# NGC 7332
NGC 7332 ist eine Linsenförmige Galaxie vom Hubble-Typ S0 Sternbild Pegasus am Nordsternhimmel. Sie ist schätzungsweise 62 Millionen Lichtjahre von der Milchstraße entfernt und hat einen Durchmesser von etwa 65.000 Lj.
Im selben Himmelsareal befinden sich u. a. die Galaxien NGC 7339 und IC 5231.
Das Objekt wurde am 19. September 1784 von William Herschel entdeckt.